# ストゥデニツァ修道院
座標: 北緯43度29分11秒 東経20度31分54秒 / 北緯43.48639度 東経20.53167度
ストゥデニツァ修道院（セルビア語 : Манастир Студеница / Manastir Studenica）は、セルビア中央部、クラリェヴォ（Kraljevo）の南西39 km に位置するセルビア正教会の修道院で、セルビア正教会の修道院としては最大級のものである。
この修道院は中世セルビア王国の建国者であるステファン・ネマニャが1190年に設立したものである。修道院は城壁で囲まれ、生神女聖堂と「王の聖堂」という、ともに白い大理石でできた二つの付属聖堂を擁している。
この修道院は何よりも13世紀から14世紀にかけてのビザンティン美術の精華と見なしうる美しいフレスコ画群の存在で知られており、1986年にユネスコの世界遺産リストに登録された（ID389）。

## 歴史
生神女の進堂（the Presentation of the Holy Virgin）に捧げられたストゥデニツァ修道院は、全セルビア正教会の教会建築物の中心となるものである。
この修道院の建造には、実に長い期間を要した。最初の工事段階が完了したのは1196年春のことで、その時にステファン・ネマニャは王位を退き、一介の修道士シメオンとして修道院の設立に尽力した。後に彼がヒランダル（Hilandar）に去った時に、彼の息子であり後継者でもあったステファン・ネマニッチ（Stefan Nemanjić）が修道院の世話を引き継いだ。ネマニャは1199年にヒランダルで没した。ネマニャの三男ラストコ（後の聖サヴァ, St. Sava）は、2人の兄ステファンとヴカン（Vukan）を仲直りさせたあと、父ネマニャの亡骸をストゥデニツァに移管した。ラストコの後見のもとで、ストゥデニツァは中世セルビアにおける文化的、政治的、精神的な中心地として機能するようになった。ラストコは他にも『ストゥデニツァ・ティピコン』（Studenica Typikon）を纏めている。彼はその中で聖シメオン（ネマニャ）の生涯を叙述する形で、その時代における精神生活や修道院生活の証言を残したのである。
ストゥデニツァ修道院は、その後もネマニッチ朝の歴代の王たちからの厚遇を享受した。ステファン・ラドスラヴ王（Stefan Radoslav）は、1235年に付属聖堂に壮麗な拝廊を付け加え、ウロシュ2世ミルティン（Uroš II Milutin）は聖イオアキムと聖アンナに献堂された小さいけれども美しい聖堂を建設した。
1459年に中世セルビア王国が完全に凋落してからは、オスマン帝国が修道院をしばしば襲撃した。損壊に対する最初の重要な修復事業は1569年に行われ、その時に生神女聖堂のフレスコ画も塗り直された。しかし、17世紀初頭に起こった地震と火災によって、修道院の歴史的文書や芸術的な遺産のうちの重要な部分が被害を受け、永遠に失われてしまった。

## 建築

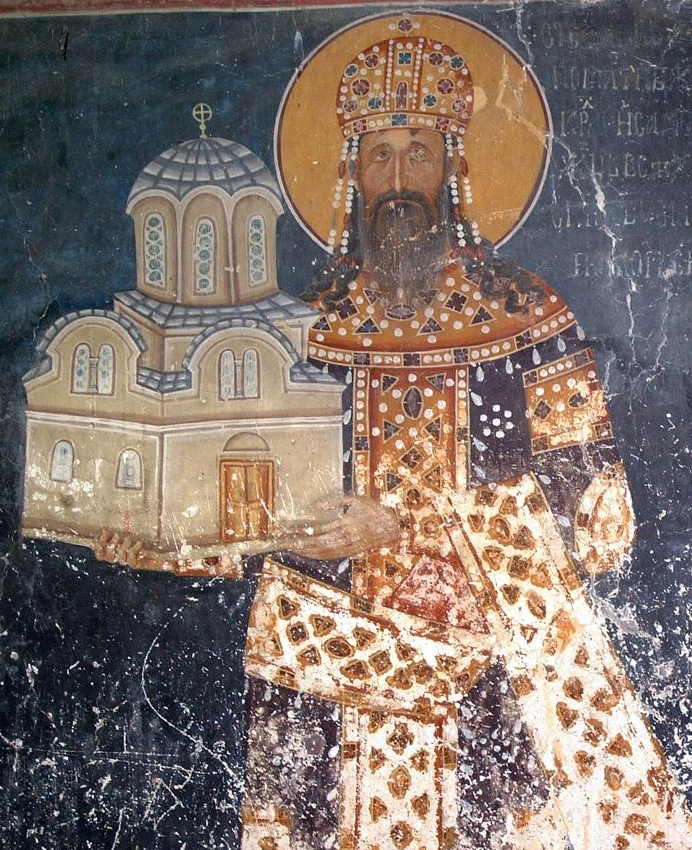
「王の聖堂」に描かれた、「王の聖堂」の模型を持つミルティン王

生神女聖堂は、ドームを備えた単一の身廊を持つバシリカ式の付属聖堂である。その東端には三面を持つ後陣があり、拡張された拝廊は西を向いている。北側と南側にはそれぞれ玄関ホール（vestibule）がある。1230年代には大きなエクソナルテクス（exonarthex）が加えられた。ファサードには白い大理石の板が用いられ、聖堂内部は凝灰岩のブロックで覆われている。外観上は、ロマネスク様式とビザンティン様式とが見事に調和している。この調和が、やがてはラシュカ派と呼ばれる独特の形式に昇華したのである。
生神女聖堂の北西には、創建者である国王ミルティンに因んで「王の聖堂」として知られている聖イオアキム・聖アンナ聖堂が残っている。この聖堂は1314年に建てられたもので、上から見ると圧縮した十字架型になっており、外観上八角形のドームを備えている。石と凝灰岩で作られており、ファサードには漆喰が塗られている。
ストゥデニツァ修道院の建造物群には、後一つ、付属聖堂が残っている。聖ニコラス聖堂は単一の小さな身廊を持つ聖堂で、内部のフレスコ画は12世紀もしくは13世紀初頭以降に作成されたと考えられている。聖ニコラス聖堂と聖イオアキム・聖アンナ聖堂の建造の間には、前駆授洗イオアン聖堂の建造もあったが、最大で13あったとされる付属聖堂の残りは現存しない。
生神女聖堂の西には、聖サヴァの時代に建造された古い会食堂がある。修道院の建造物群の西側には、13世紀に建てられた鐘楼も存在しており、かつてはその内部に礼拝堂があったが、現在はフレスコ画の断片が見られるのみである。
会食堂から北に行くと、18世紀の修道士住居があり、現在は博物館としてストゥデニツァの貴重な品々が陳列されている。しかしながら、しばしば起こった戦争や略奪によって散逸してしまった宝物も少なくない。

## 芸術

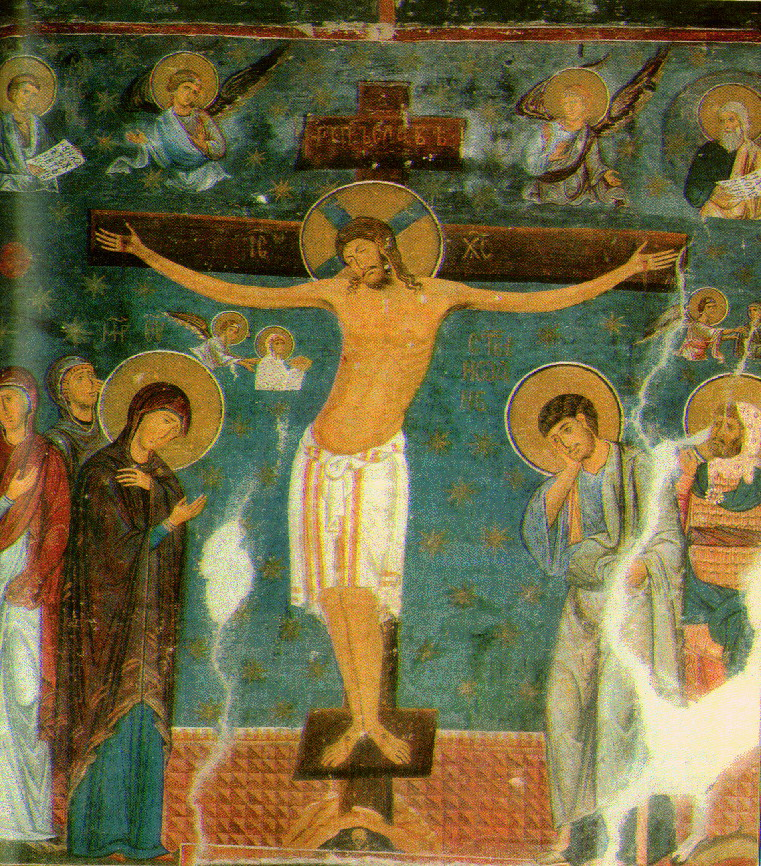
生神女聖堂のフレスコ画の一つ「ハリストスの磔刑」

ストゥデニツァの芸術的な到達点は生神女聖堂のナルテクス（拝廊）とエクソナルテクスとの内側にある4つのポルタイユ、とくに西側のそれに結実している。ドーム下の北壁には、鉛の飾り板に彫られたメダイヨンが嵌め込まれている多くの四角いガラスからなる窓がついている。そのメダイヨンには生神女の徳目を象徴する8種の想像上の動物が描かれている。また、神の目（Divine Eye）を表す2つの薔薇飾りもついている。ストゥデニツァにやって来た石細工師たちはアドリア海の地方、それもおそらくはコトルの辺りから連れて来られたと考えられている。コトルにはかつてネマニャの宮殿があったからである。彼らは西のティンパヌムにセルビア語で碑文を残している。
生神女聖堂には見事なフレスコ画が残っているが、その作成は13世紀最初の10年間のことだった。当初のフレスコ画は部分的にならば聖餐台の辺り、ドーム下、西壁、身廊のthe lower registersに今でも残っている。最高傑作とされるのは1209年に青い背景に描かれた「ハリストスの磔刑」で、セルビア美術の一つの極点ともいえる。
拝廊のフレスコ画が描かれたのは1569年のことである。the upper registersには、最後の審判を題材に取った素晴らしいフレスコ画もある。また、修道女アナスタシア（Anastasija）としてネマニャの妻アナ（Ana）の肖像も描かれている。生神女聖堂のフレスコ画群を描いたのは、サヴァがアトスから連れてきた画家たちであったと考えられている。
「王の聖堂」の最初期のフレスコ画は、この地方のビザンティン美術の到達点を示すものである。
聖ニコラスに献堂された北の礼拝堂には、聖ニコラスの生涯を扱った一群のフレスコ画などがある。南の礼拝堂では、ネマニャ、ネマニッチ、ラドスラヴとその妻アナの各肖像画を見る事ができる。拝廊の北壁には、セルビア正教会の3人の要人、すなわち総主教聖サヴァ、聖アルセニイェ（Arsenije）、サヴァ2世（ラドスラヴの弟）の肖像画が飾られている。

## 登録基準
この世界遺産は世界遺産登録基準のうち、以下の条件を満たし、登録された（以下の基準は世界遺産センター公表の登録基準からの翻訳、引用である）。
- (1) 人類の創造的才能を表現する傑作。
- (2) ある期間を通じてまたはある文化圏において、建築、技術、記念碑的芸術、都市計画、景観デザインの発展に関し、人類の価値の重要な交流を示すもの。
- (4) 人類の歴史上重要な時代を例証する建築様式、建築物群、技術の集積または景観の優れた例。
- (6) 顕著で普遍的な意義を有する出来事、現存する伝統、思想、信仰または芸術的、文学的作品と直接にまたは明白に関連するもの（この基準は他の基準と組み合わせて用いるのが望ましいと世界遺産委員会は考えている）。